# Goševo (Novi Pazar)
Pour les articles homonymes, voir Goševo.
Goševo (en serbe cyrillique : Гошево) est un village de Serbie situé sur le territoire de la Ville de Novi Pazar, district de Raška. Au recensement de 2011, il comptait 30 habitants.

## Démographie
| 1948 | 1953 | 1961 | 1971 | 1981 | 1991 | 2002 | 2011 |
| ---- | ---- | ---- | ---- | ---- | ---- | ---- | ---- |
| 112  | 124  | 155  | 166  | 125  | 97   | 50   | 30   |

|  |